# Lysá nad Labem
Lysá nad Labem es una localidad del distrito de Nymburk en la región de Bohemia Central, República Checa, con una población estimada a principio del año 2018 de 9551 habitantes. 
Se encuentra ubicada al noreste de la región y de Praga, cerca del curso alto del río Elba y de la frontera con las regiones de Hradec Králové y Pardubice.
Durante la Segunda Guerra Mundial sirvió como casa de moneda para el Protectorado de Bohemia y Moravia.